# Larsson Korgmakare

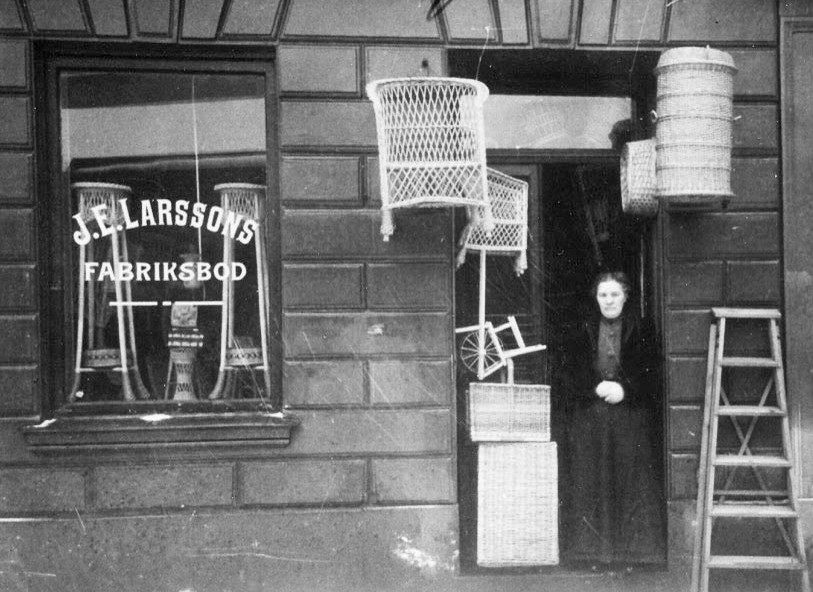
J.E. Larssons fabriksbod vid Jakobsbergsgatan 43.

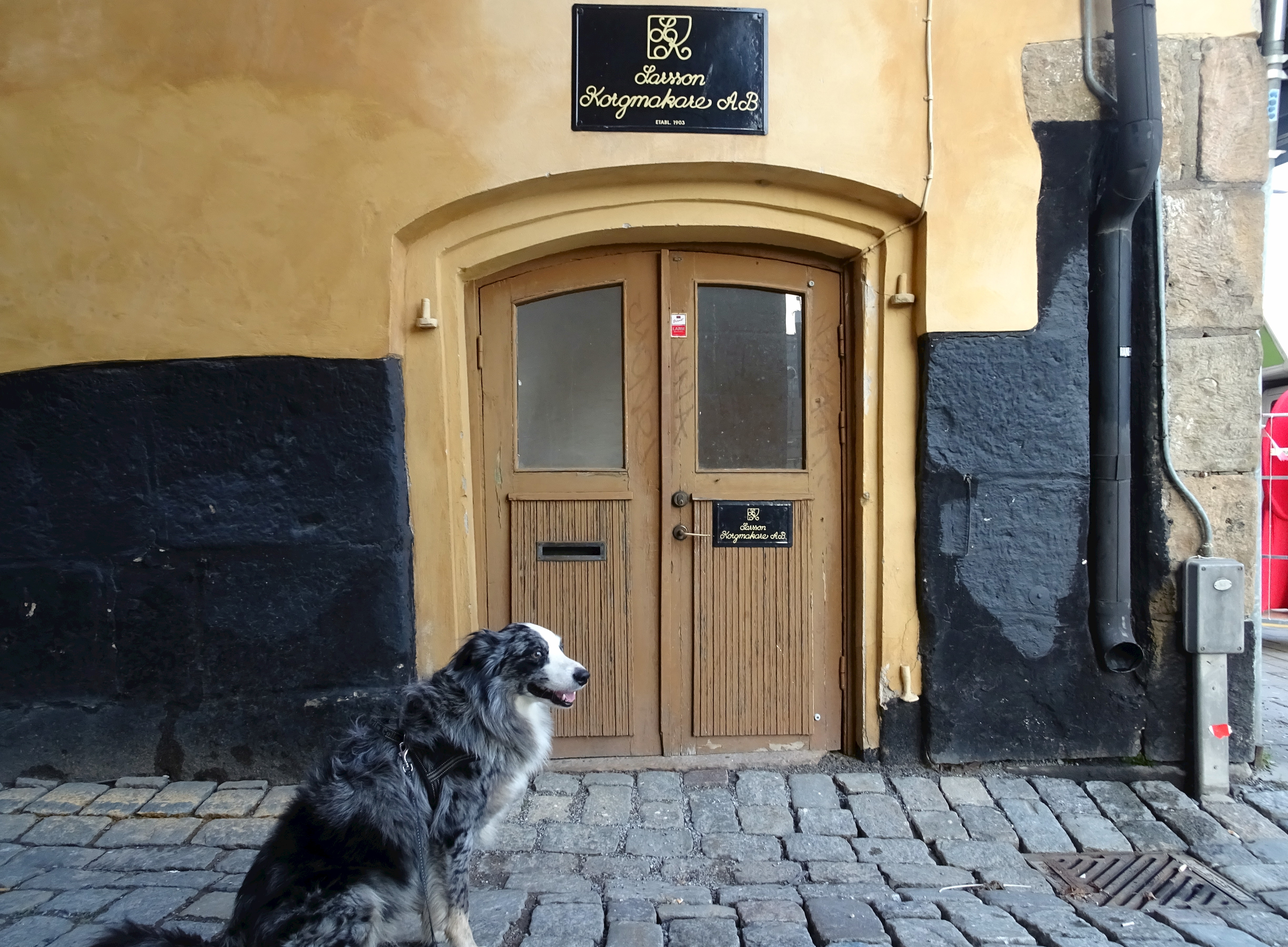
Larsson Korgmakare vid Södra Dryckesgränd / Skeppsbron 46.

Larsson Korgmakare är ett korgmakeri på Skeppsbron 46 i Gamla Stan i Stockholm. Korgmakargränd i kvarteret Lammet på Norrmalm är uppkallad efter korgmakare Larsson.

## Historik
Företaget grundades 1903 av bröderna Knut och Emil Larsson och låg då på Jakobsbergsgatan 43 i Stockholm. De tillverkade främst korgstolar, för bland annat Grand Hotell i  Saltsjöbaden. På den tiden bestod korgföremål främst av pil. Under mellankrigstiden togs verksamheten över av Knut Larssons son, John. 
De ökade kontakterna mellan Europa och Asien ledde till ökad import av rotting, och framstående designers intresserade sig för materialet. Under många år samarbetade John Larsson med Josef Frank som han träffade på 1930-talet. 1973 efterträddes John Larsson i firman av sin son, som drev korgmakeriet under namnet ”KW Larsson Eftr.” Då låg verkstaden i kvarteret Lammet på Gamla Brogatan 21 två trappor över gården. Som kännetecken hängde de en korgstol ut genom fönstret. 
I mitten av 1980-talet revs huset på Gamla Brogatan och ett nytt kontors- och affärshus uppfördes. Då anlades även en nord-sydlig genomfart genom kvarteret, kallat Korgmakargränd, namngiven efter korgmakaren Stig Larsson. Namnberedningen föreslog namnet 1983 med motiveringen: "Korgmakare Larsson var den siste hantverkaren i kvarteret Lammet". I slutet av 1980-talet flyttade firman till sin nuvarande adress och företagsnamnet ändrades till ”Larsson korgmakare”. Idag drivs korgmakeriet av tredje och fjärde generationen korgmakare.

## Interiörbilder

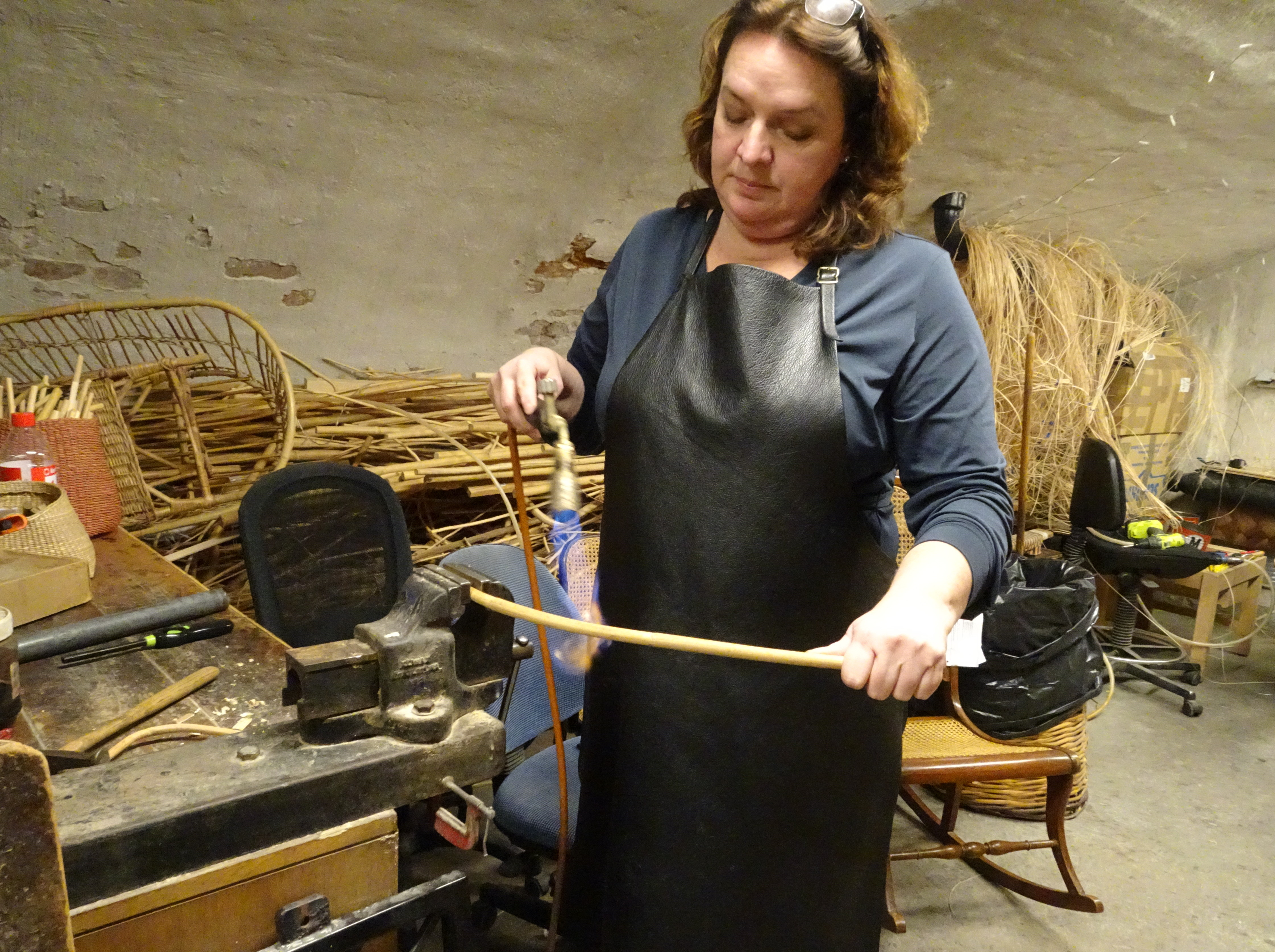
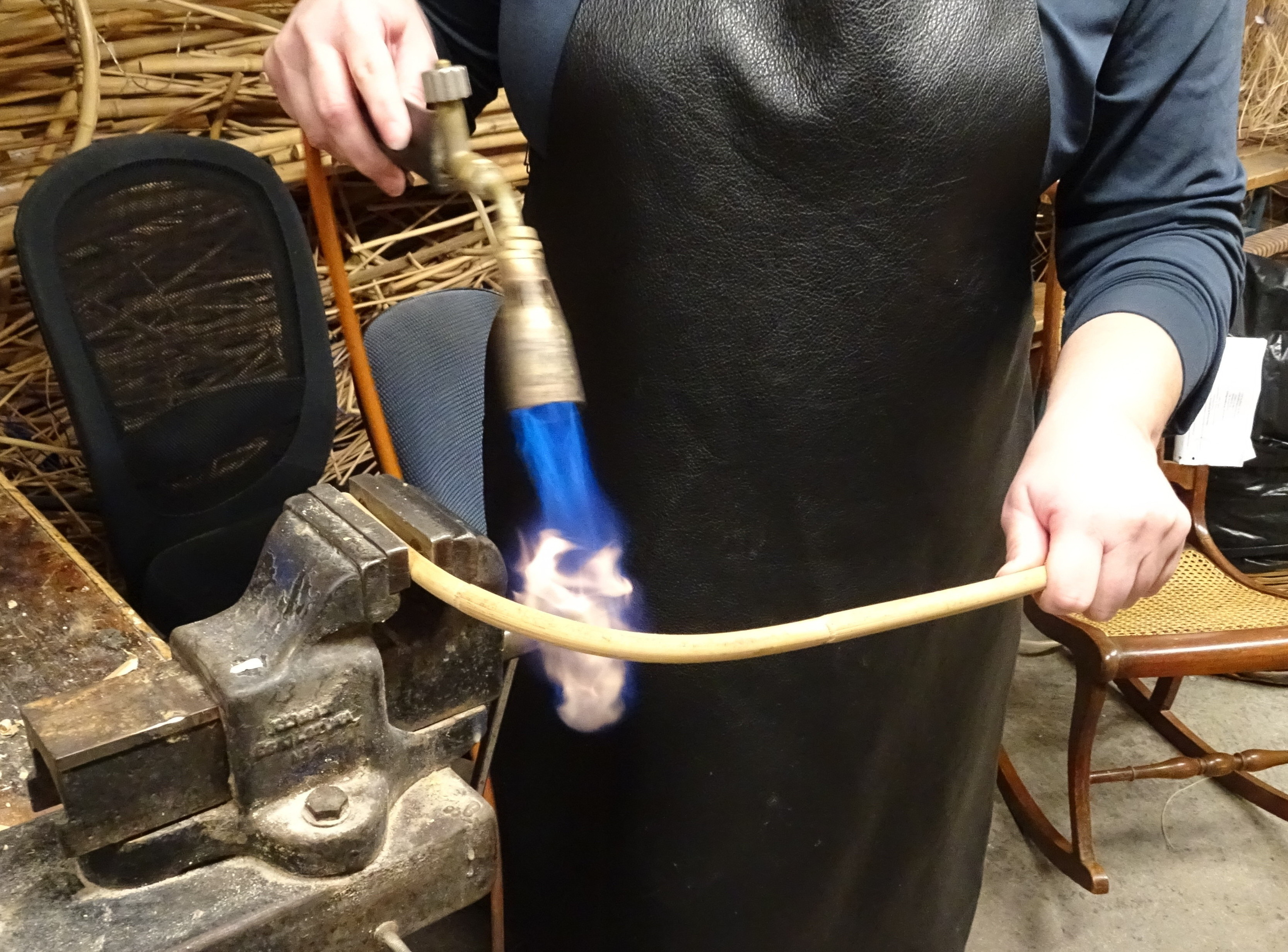
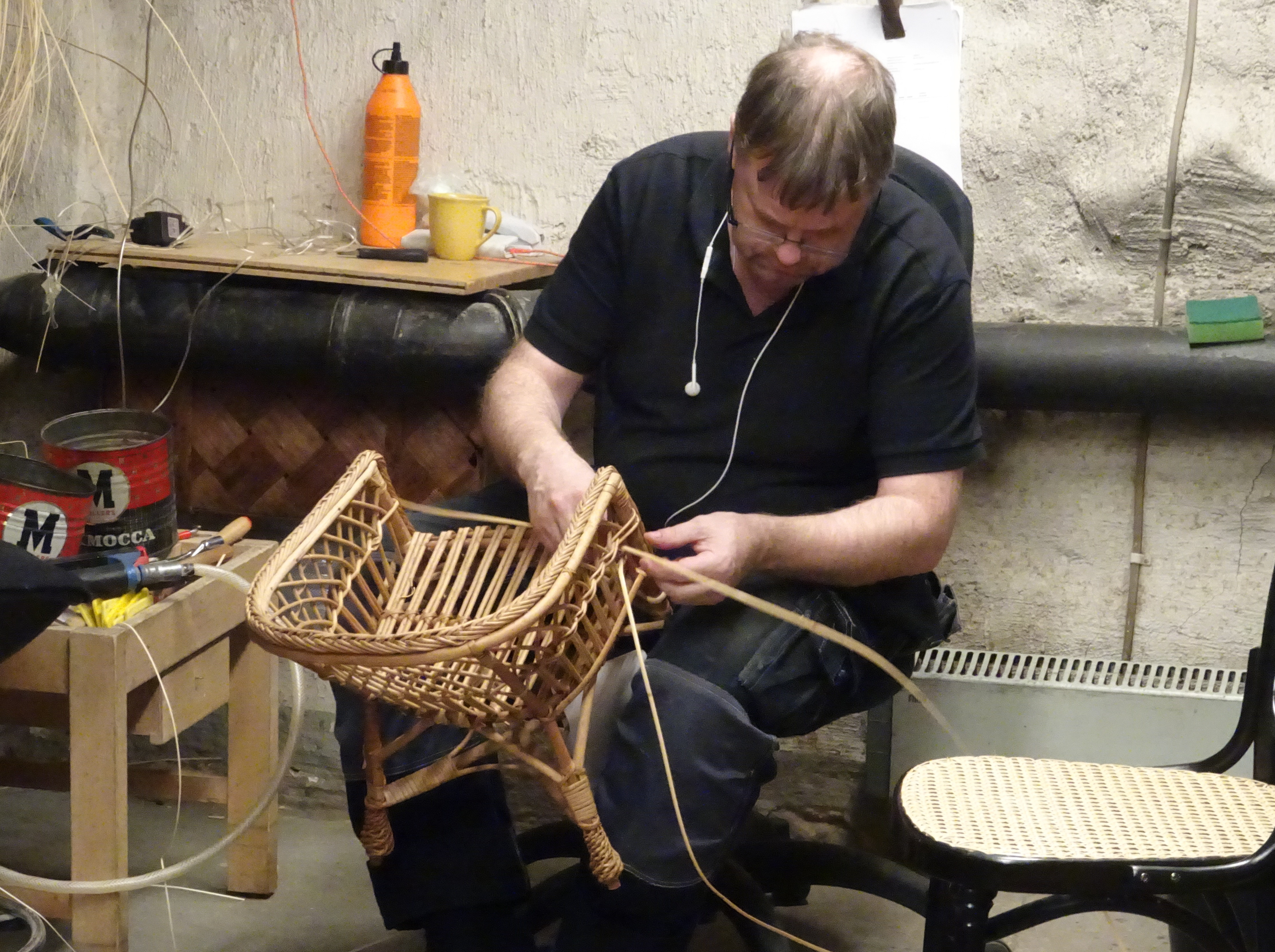
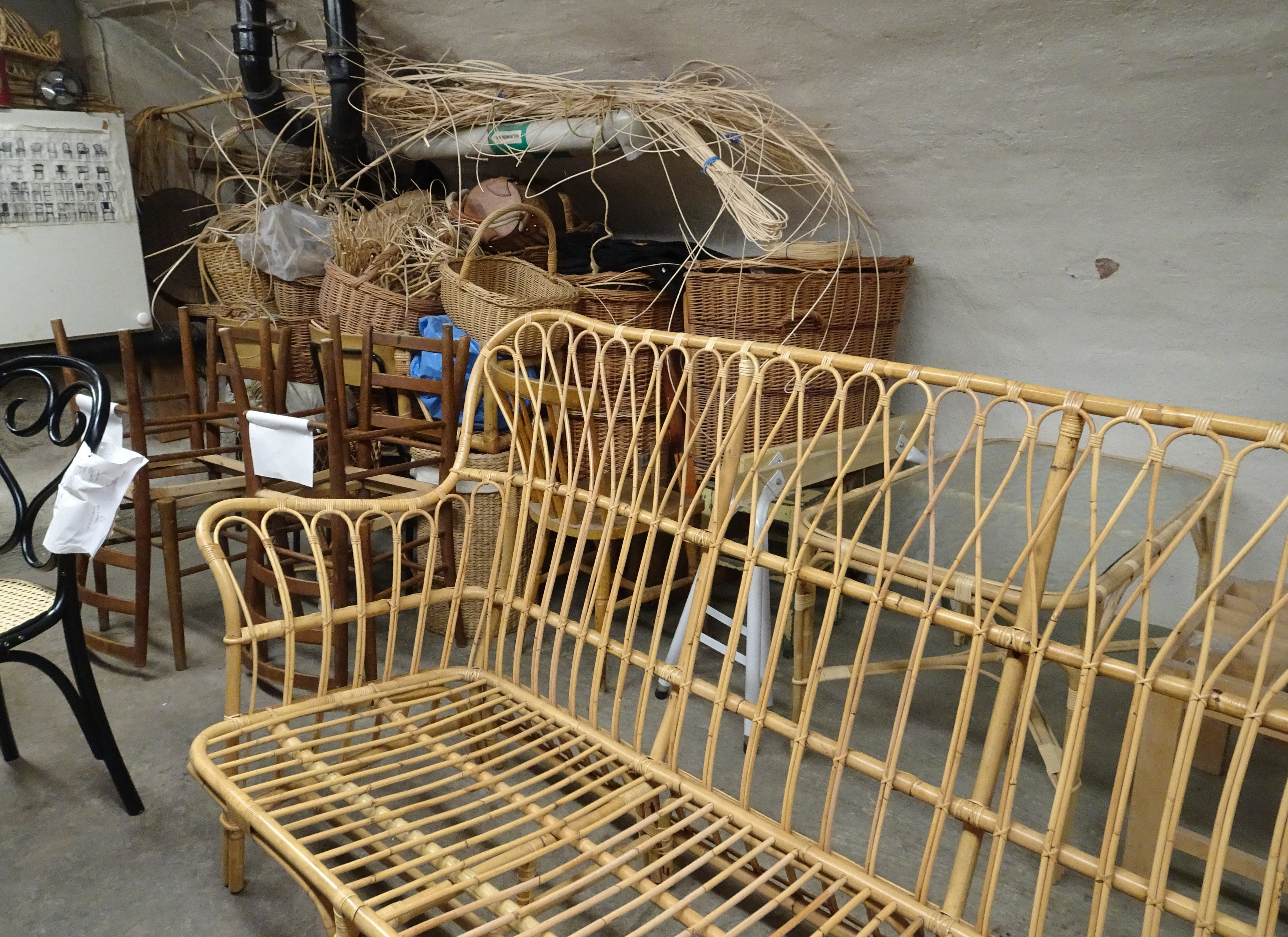
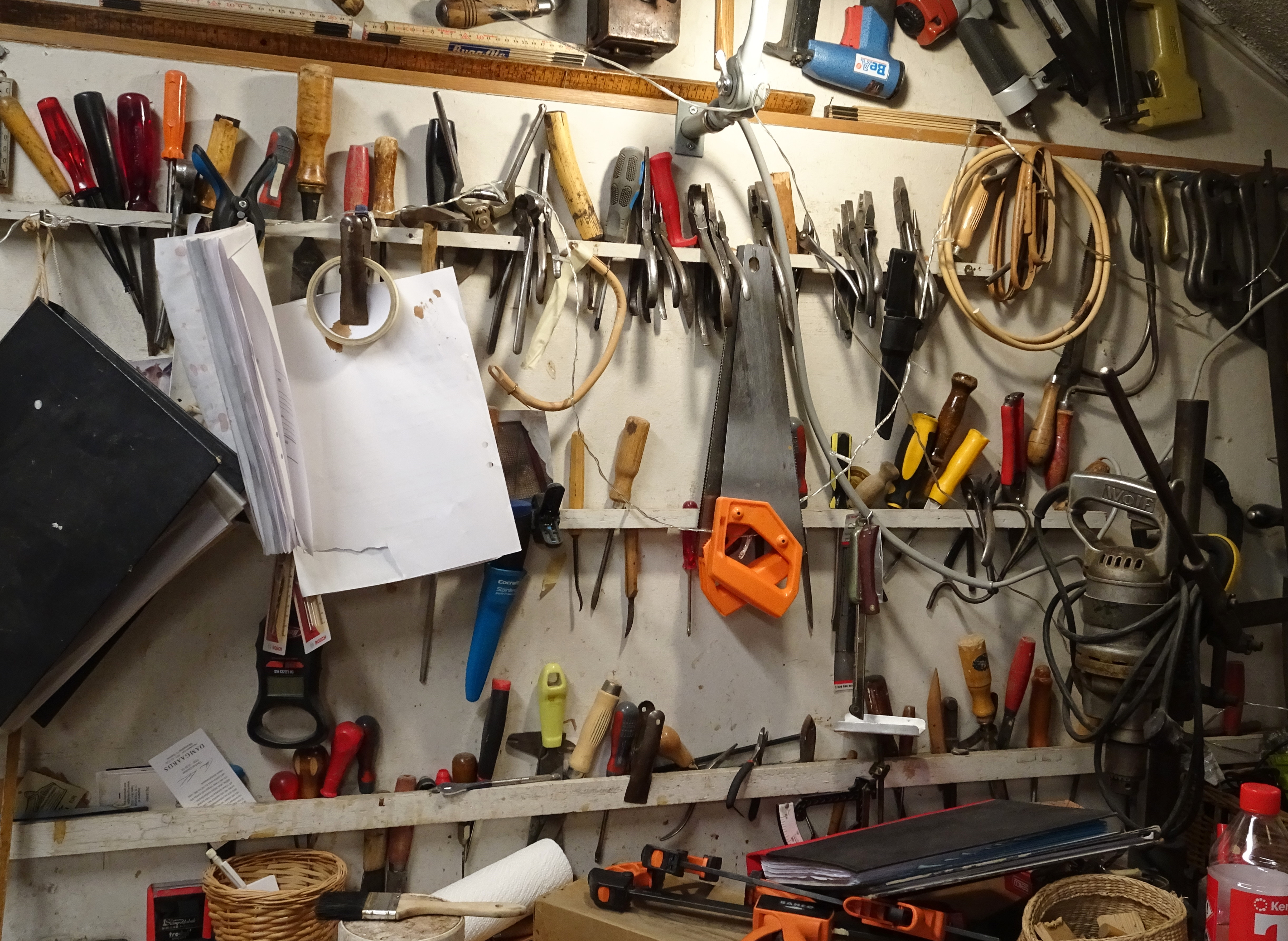